# Guðjón Finnbogason
Guðjón Finnbogason (Akranes, 1927. december 2. – Akranes, 2017. február 26.) válogatott izlandi labdarúgó, edző, nemzetközi labdarúgó-játékvezető.

## Pályafutása
Az 1976-os labdarúgó-Európa-bajnokságra az UEFA JB játékvezetőként foglalkoztatta.
| Időpont           | Helyszín                      | Mérkőzés típusa           | Mérkőzés                | Eredmény |
| ----------------- | ----------------------------- | ------------------------- | ----------------------- | -------- |
| 1975. október 29. | Windsor Park Stadion, Belfast | előselejtező (3. csoport) | Észak-Írország–Norvégia | 3 – 0    |